# Patellapis carinostriata
Patellapis carinostriata là một loài Hymenoptera trong họ Halictidae. Loài này được Pauly mô tả khoa học năm 1984.